# Benzite
Benzite is een fictief buitenaards ras uit het Star Trek-universum.

## Uiterlijk
Benzites bewonen de planeet Benzar, een vrij nieuw lid van de Verenigde Federatie van Planeten. Benzites hebben een paarsachtige of groen-blauwe, haarloze huid en een huidlob over de neus. Alle benzites lijken erg op elkaar omdat dat hun geboortekamers zo zijn ingesteld. Tot 2370 hadden Benzites speciale ademhalingapparatuur nodig om in een M-klasse omgeving te kunnen ademhalen. In dat jaar werd op Benzar een nieuwe technologie ontwikkeld, waardoor nieuwgeboren Benzites de ademhalingsapparatuur niet meer nodig hadden. Benzites van voor 2370 konden terugkeren naar Benzar om een aanpassing te laten maken.

## Maatschappij
De Benzites volgen de zogenaamde doctrine van Andragov, de "levenshandleiding" voor elke Benzite. Elke Benzite volgt deze handleiding die nauwgezet alle doelstellingen volgens een mathematische rekenmethode waardeert. Deze score beheerst het leven van de Benzites, zelfs zover dat laagscorende Benzites soms ritueel zelfmoord plegen. Er is veel concurrentie, daarom werken Benzites het liefst alleen en zeer grondig aan een totaaloplossing, om een zo hoog mogelijke score te verdienen. Dit leidt in dienst van organisaties als Starfleet nog weleens tot problemen, omdat Benzites niet gewend zijn in teamverband te werken.

## Geschiedenis
Benzites stammen af van nu uitgestorven voorvaderen. Volgens Benzite-mythologie kwamen de voorvaderen uit de lucht vallen, nadat de goden door een ramp waren weggevaagd. Zonder de godenmelk waren de voorvaderen stervende. Omdat zijzelf niet konden overleven op Benzar, maakten ze kinderen die hier wel konden leven. Hiervoor bouwden ze de eerste geboortekamers. Veel later konden de Benzites zelf deze geboortekamers maken, en nog later ontwikkelden ze technologieën om deze te verbeteren. Hierdoor werden de Benzites steeds sterker en intelligenter. De geniale Andragov ontwikkelde daarop de doctrine waarmee prestaties werden beloond, en die de Benzites nu, duizenden jaren later, nog steeds volgen. In 2350 ontwikkelden de Benzite hun eerste ruimteschip met Warp-aandrijving. Tien jaar later hadden ze het eerste contact met de Federatie en in 2369 werden ze lid van de Verenigde Federatie van Planeten.